# Take It Away (canción de Paul McCartney)
«Take It Away» es una canción compuesta por el músico británico Paul McCartney en su álbum de estudio de 1982 Tug of War. La canción fue publicada como segundo sencillo promocional del álbum y alcanzó el puesto 10 en la lista estadounidense Billboard Hot 100, donde permaneció cinco semanas. En el Reino Unido, «Take It Away» alcanzó el puesto 15 de la lista UK Singles Chart.

## Publicación
«Take It Away» fue publicado como sencillo en dos formatos: vinilo de 7 pulgadas y maxisencillo de 12 pulgadas. Aunque en el álbum la canción está fusionada con «Tug of War», el sencillo omite la introducción, así como parte del solo de trompeta del final. 
El sencillo fue acompañado de un videoclip que contó con la participación de su excompañero en The Beatles Ringo Starr, el productor George Martin y el actor John Hurt. Los tres forman con McCartney una banda que comienza ensayando la canción en una habitación y acaban tocando delante del público, imitando los comienzos de The Beatles. El videoclip fue recopilado en el DVD de 2007 The McCartney Years.

## Lista de canciones
| Vinilo de 7" 1. «Take It Away» - 3:59 2. «I'll Give You a Ring» - 3:05 | Maxisencillo de 12" 1. «Take It Away» - 3:59 2. «I'll Give You a Ring» - 3:05 3. «Dress Me Up as a Robber» - 2:40 |

## Posición en listas
| Lista (1982)                 | Posición más alta |
| ---------------------------- | ----------------- |
| UK Singles Chart             | 15                |
| Billboard Adult Contemporary | 6                 |
| Billboard Hot 100            | 10                |
| Billboard Mainstream Rock    | 39                |